# Солено
Солено е вкусът, който се причинява от натриевия хлорид (известен като готварска сол), а в по-малка степен – и от други соли. Солеността на веществата се определя по отношение на натриевия хлорид (NaCl), който има индекс 1. Калият, като калиев хлорид (KCl), е основната съставка в заместителите на солта и има индекс на соленост 0,6.
Съществуват пет основни вкуса – сладко, кисело, солено, горчиво и умами, за които има отделни вкусови рецептори (вкусови луковици) в лигавицата на устната кухина, хранопровода или езика. Под въпрос стои признаването на шести вкус, известен като олеогустус – вкусът на мазнината.

## Същност
Солеността е вкус, произведен предимно от присъствието на натриеви йони (Na+), които се разпознават от йонни канали на езика и предизвикват акционен потенциал. Затова готварската сол не само създава усещане за солено, но засилва и другите вкусови усещания, поради което е най-използваната подправка. Другите йони от групата на алкалните метали също имат солен вкус, но колкото по-далеч от натрия, толкова по-малко солено е усещането. Натриевият канал във вкусовата клетъчната стена позволява на натриевите катиони да влязат в клетката. Това само по себе си деполяризира клетката и отваря зависимите от напрежението калциеви канали, заливайки клетката с положителни калциеви йони и води до освобождаване на невротрансмитер. Този натриев канал е известен като епителен натриев канал (ENaC) и е съставен от три субединици. ENaC може да бъде блокиран от лекарството амилорид при много бозайници, особено плъхове. Чувствителността на вкуса на сол към амилорид при хората обаче е много по-слабо изразена, което води до предположения, че може да има допълнителни рецепторни протеини освен ENaC, които да бъдат открити.
Размерите на литиевите и калиевите йони най-много приличат на тези на натрия и следователно солеността е най-сходна. За разлика от тях, рубидиевите и цезиевите йони са далеч по-големи, така че соленият им вкус се различава съответно.
Други моновалентни катиони, напр. амоний (NH4+) и двувалентни катиони на алкалоземната метална група от периодичната таблица, напр. калций (Ca2+), йоните обикновено предизвикват горчив, а не солен вкус, въпреки че те също могат да преминат директно през йонните канали в езика, генерирайки потенциал за действие. Но калциевият хлорид е по-солен и по-малко горчив от калиев хлорид и обикновено се използва в саламура, вместо в KCl.